# Les regrets
Les Regrets (I Rimpianti) sono una raccolta poetica di Joachim Du Bellay pubblicata nel 1558.
Comprende 191 sonetti in versi alessandrini, dei quali la maggior parte è stata scritta durante il soggiorno a Roma del poeta tra il 1553 e il 1557, mentre una piccola parte risale al periodo immediatamente successivo al suo rientro in Francia.
I Regrets, dati alle stampe nove anni dopo la precedente raccolta di fattura petrarchista L'Olive (1549), differiscono profondamente da questa da un punto di vista sia stilistico che tematico. Al posto della tematica amorosa e dello stile elevato che avevano caratterizzato il precedente canzoniere, Du Bellay ricorre ad una poesia semplice e naturale, tramite cui il poeta offre una sorta di diario della sua permanenza a Roma.

## Contesto e genesi
Nel giugno del 1553 Joachim Du Bellay, che ha allora trentun anni, giunge a Roma come segretario particolare del cugino del padre, il cardinale Jean Du Bellay, al quale il re di Francia Enrico II ha affidato una missione delicata: negoziare con il papa un'alleanza contro l'imperatore Carlo V. 
Roma, che ha vissuto il traumatico sacco del 1527, è allora in piena ricostruzione. Giulio II ha realizzato la via Giulia lungo il Tevere, Paolo III ha valorizzato la Piazza del Campidoglio facendovi installare la statua equestre di Marco Aurelio, ha fatto edificare il Palazzo Farnese per testimoniare la potenza del proprio casato, ha affidato a Michelangelo la continuazione di San Pietro. Paolo IV ha creato il Corso, un grande asse che ha permesso una miglior circolazione dei pellegrini a Roma. Una cinquantina di chiese e altrettanti palazzi vengono costruiti o rifatti nel corso del secolo. Tuttavia, le fogne riversano ancora il loro contenuto nella pubblica via e la città eterna colpisce i viaggiatori non solo per la sua grandezza ma anche per la sua sporcizia, oltre che per la struttura particolarmente frammentata. 
Ci sono all'epoca quattro principali nuclei a Roma, che Du Bellay identificherà nei Regrets: il Palazzo, ovvero il Vaticano, il cui centro corrisponde all'immenso cantiere di San Pietro; la città alta dove risiede la nobiltà e l'alto clero; la città bassa, spesso in balia delle inondazioni del Tevere; le rovine visibili che segnalano i luoghi antichi. All'epoca di Du Bellay solo pochissimi edifici antichi hanno mantenuto una certa unità: tra questi le terme di Caracalla e quelle di Diocleziano, citate nel sonetto 107. Il resto è perlopiù sepolto e, qualora visibili, le rovine vengono spesso smantellate per riutilizzarne il marmo.
L'esperienza romana di Joachim Du Bellay parte all'insegna dell'entusiasmo. Roma è il luogo a cui ogni umanista vorrebbe congiungersi, non soltanto per le vestigia dell'antichità, ma anche perché l'Italia è la culla del Rinascimento a cui i poeti della Pléiade guardano come ad un faro. Il poeta ha dunque molte aspettative riguardo a questo soggiorno:
Je me ferai savant en la philosophie,
En la mathématique, et médecine aussi,
Je me ferai légiste, et d'un plus haut souci
Apprendrai les secrets de la théologie:
Du luth et du pinceau j'ébattrai ma vie,
Et d'escrime et du bal. Je discourais ainsi,
Et me vantais en moi d'apprendre tout ceci,
Quand je changeai la France au séjour d'Italie.
Sfortunatamente, aggiunge:

(...) Je suis venu si loin,
Pour m'enrichir d'ennui, de vieillesse, et de soin,
Et perdre en voyageant le meilleur de mon âge
e si paragona al marinaio che si mette in viaggio sperando di riportare dei lingotti d'oro e se ne ritorna invece carico di aringhe.
Roma, che aveva tanto magnificato nei suoi sogni, lo delude doppiamente. Invece della patria elettiva del sapere, Du Bellay scopre a Roma il torpore intellettuale e la dissolutezza, mentre le sue funzioni gli fanno toccare con mano la corruzione e la turpitudine della corte papale. Inoltre, lungi dal poter godere di una vita libera dalle preoccupazioni economiche, secondo le esigenze che la vocazione poetica presuppone, si trova incaricato dal cardinale Du Bellay di quello che chiama il ménage - innumerevoli incombenze quotidiane che gli risultano quanto mai penose, e che consistono nel saldare i vari creditori, o più frequentemente nel cercare di farli pazientare ottenendo dilazioni: 

Je songe au lendemain, j'ai soin de la dépense
Qui se fait chaque jour, et si faut que je pense
À rendre sans argent cent créditeurs contents:
Je vais, je viens, je ne perds pas le temps,
Je courtise un banquier, je prends argent d'avance,
Quand j'ai dépêché l'un, un autre recommence
Sono dunque quattro anni di noia, di frustrazione, di estraniamento: il soggiorno romano assume allora la fisionomia di un esilio in una valle di lacrime geografica e letteraria. Du Bellay, poeta per vocazione costretto ad adoperarsi come tuttofare, vive l'allontanamento dalla corte di Francia come un'esclusione dal solo luogo che dà allo scrittore la sua ragion d'essere, affidandogli un ruolo e un posto nella società. Du Bellay evoca i poeti che ne fanno ancora parte, gli "altri agnelli" a cui "non manca il pascolo", mentre lui "meschino (...) lontano dagli occhi del (suo) principe" si sente dimenticato e rinnegato dalla "Francia madre delle arti, delle armi e delle leggi" che di "Dubellay (...) non legge più niente". 
Mentre lui è costretto a corteggiare un banchiere a Roma, l'amico Ronsard corteggia i re a Parigi:

Tu courtises les Rois, et d'un plus heureux son
Chantant l'heur d'Henri, qui son siècle décore,
Tu t'honores toi-même, et celui qui honore
L'honneur que tu lui fais par ta docte chanson
In questa idealizzazione del rapporto tra Ronsard, cantore accreditato della famiglia reale, ed Enrico II, Du Bellay esprime quella che Timothy Hampton chiama "l'economia della lode". Il dono epidittico del poeta lo impegna in un'economia complessa nella quale l'onore è elargito in cambio di onore: l'onore del poeta si manifesta nella scelta di un signore e nella grandezza di quel signore. Il re, da parte sua, riconosce il genio del poeta e risponde con un gesto di generosità nei suoi confronti. 
Du Bellay, relegato a Roma, è escluso da questa economia dell'onore e sottoposto alle leggi di un'economia ben più prosaica. Può soltanto contemplare il suo passato letterario, sotto il segno dell'approvazione della corte e della sua principessa, nonché di un'ispirazione elevata.
Cependant que la cour mes ouvrages lisait,
Et que la sœur du Roi, l'unique Marguerite,
Me faisant plus d'honneur que n'était mon mérite,
De son bel œil mes vers favorisait
Ma il ricordo di questo passato letterario non fa che accrescerne la distanza dal presente mostrando l'impossibilità di resuscitarlo in quelle condizioni. Allontanato dalla corte e da Margherita, insieme protettrice e fonte d'ispirazione poetica, nella realtà deludente dell'esilio, Du Bellay deve trovare un'altra dimensione per la sua creazione poetica, mettendo a punto un'altra voce, necessariamente diversa rispetto alla precedente produzione di stampo petrarchista. L'allontanamento dalla corte e il soggiorno romano trasfigurato in esilio diventano allora l'esperienza fondatrice di una nuova estetica. 

## Struttura e composizione dell'opera
Fin dal titolo della raccolta, Du Bellay si richiama esplicitamente al modello dei Tristia di Ovidio. Come Ovidio esiliato a Tomi, sulle rive del Mar Nero, anche Du Bellay attribuisce l'imperfezione dei suoi versi alla mancanza di ispirazione dovuta alla contingenza: 
Si je n'ai plus la faveur de la Muse,
Et si mes vers se trouvent imparfaits,
Le lieu, le temps, l'âge où je les ai faits,
Et mes ennuis leur serviront d'excuse.
Ugualmente ovidiano è il motivo della funzione consolatrice e lenitiva della sofferenza della poesia, che Du Bellay utilizza in apertura come giustificazione stessa della sua opera:
De quelque mal un chacun se lamente,
Mais les moyens de se plaindre sont divers:
J'ai, quant à moi, choisi celui des vers
Pour désaigrir l'ennui qui me tourmente.
Da questo punto di partenza basato sostanzialmente sull'imitazione, Du Bellay arriva però a realizzare un'opera originale, caratterizzata da una struttura dinamica che si articola attraverso tre snodi consecutivi: l'elegia, la satira e la poesia encomiastica. Lungo queste tre sezioni, a cui corrispondono altrettante tonalità differenti, la scrittura dei Regrets si configura esplicitamente come itinerario, scegliendo come tema principale la scrittura stessa : la raccolta, infatti, non è altro che una vasta esplorazione dell'atto poetico, un'inchiesta sui suoi contorni e sulla sua ragion d'essere. L'opera è percorsa da una vera e propria istanza metatestuale, tramite la quale la coscienza creatrice del poeta si occupa consapevolmente di elaborare una nuova soluzione estetica.
I Regrets si aprono con tre testi liminari che fungono da paratesto e definiscono l'orientamento della raccolta poetica. Nel primo di questi, l'epigramma in latino Ad lectorem, Du Bellay anticipa le componenti estetiche che nutriranno la sua opera in una ricetta poetica:
Quem, lector, tibi nunc damus libellum,
Hic fellisque simul, simulque mellis,
Permixtumque salis refert saporem.
Il fiele, il sale ed il miele, che Du Bellay elenca come ingredienti dei Regrets, sono appunto l'elegia, la satira e la poesia encomiastica. La natura composita dell'opera è ribadita anche nel testo successivo, rivolto a Monsieur d'Avanson, il dedicatario dell'opera:
Et c'est pourquoi d'une douce satire
Entremêlant les épines aux fleurs,
Pour ne fâcher le monde de mes pleurs,
J'apprête ici le plus souvent à rire.
Dopo il terzo testo liminare "À son livre", vengono cinque sonetti programmatici che precisano la poetica generale dell'opera. In particolare, Du Bellay insiste sulla natura prosastica dei suoi versi, qualificandoli con le diciture "papiers journaux" e "commentaires" e dicendo di voler scrivere "una prosa in rima o una rima in prosa". Nelle intenzioni dell'autore, la produzione poetica dell'esilio sarà inoltre legata ad argomenti quotidiani, una poesia quasi aneddotica che ha per oggetto "de ce lieu les accidents divers" in opposizione agli "hauts arguments", ai "graves arguments" dell'alta poesia filosofica e cosmologica di matrice neoplatonica, in quanto il poeta non si sente più animato dalla "sainte fureur" ma da una "fureur plus basse", nozione introdotta da Du Bellay per indicare l'ispirazione sui generis legata alla circostanza dell'esilio romano. Il "furore più basso" contrassegna il momento della rinuncia del poeta all'alta poesia ispirata ed ai suoi tradizionali miti, quello di Apollo, di Orfeo, delle Muse, del Parnaso e della Fonte Castalia che vengono citati nel componimento À Monsieur d'Avanson e nei sonetti 2-3-4.
Il poeta si premura però di dire al suo lettore che questa apparente facilità, che vede il suo strumento principale nell'alessandrino, un verso con un particolare potenziale prosastico, risponde ad una deliberata scelta poetica ed è frutto di una ricerca molto costruita, che egli rivendica con orgoglio:
Et peut-être que tel se pense bien habile,
Qui trouvant de mes vers la rime si facile,
En vain travaillera, me voulant imiter.
A partire dal sonetto 6, fino al sonetto 49, si estende la componente elegiaca dei Regrets, caratterizzata dal tema del rimpianto, del sentimento doloroso della lontananza e della nostalgia del paese natale. La parte elegiaca dei Regrets sviluppa il doppio paradigma passato - Francia - felicità - ispirazione e gloria poetica da un lato e presente - Roma - malinconia - perdita dell'ispirazione e della gloria poetica dall'altro.
Il lamento elegiaco, prima reazione all'esilio, cede presto il passo all'ispirazione morale e satirica, che dominerà dal sonetto 50 al sonetto 156 e che costituisce per il poeta la maniera positiva di sormontare l'avversità, di trarre una lezione dalla propria disillusione e di sfuggire al richiamo morboso del vizio che domina a Roma. Nella sezione satirica dei Regrets, Du Bellay si situa dalla parte della virtù e, testimone della "Cloaca immonda" che scopre sulla scorta di Marcello II, si fa censore del vizio rivestendo i suoi versi della funzione etica e didattica della satira. Il poeta assiste di volta in volta alle manifestazioni dell'orgoglio vacuo e della superbia - "Se salgo a Palazzo trovo solo orgoglio, / Solo vizio mascherato, solo cerimonia / Un rumore di tamburi, solo una strana armonia / E di abiti porpora una pompa superba", dell'avidità - "la ricchezza qui è acquisita per usura" e della lussuria (Du Bellay deve evitare la tentazione di quei "mostri di Acheloidi", "queste vecchie Alcine", "che si sono date l'onesto nome della corte", le "Circi d'Italia", "Sirene d'amore" definite anche "di Venere la grande banda lasciva"). Vede gli effetti nefasti della gola, di cui si prende gioco nei termini seguenti: "Non rovinarsi la salute col troppo mangiare e il troppo bere (...) ecco tutto il bene che in tre anni ho appreso a Roma"; dell'invidia, della collera e della pigrizia. Ma oltre alla valenza morale, la sezione satirica dei Regrets svolge anche un altro ruolo nell'economia del discorso poetico, contribuendo a purificare la poesia encomiastica che seguirà dall'accusa di piaggeria. Si tratta infatti di permettere di distinguere, in un campo inflazionato per l'abbondanza della sua produzione, la lode collegata a un progetto morale dall'adulazione che maschera bassi interessi privati. La satira appare allora come un modo per stabilire un discorso poetico veritiero: nella finzione dei Regrets, essa deve rendere la parola poetica al di sopra del sospetto di compiacenza, garantendo l'onestà del discorso elogiativo che seguirà.
Una volta tornato a Parigi, malgrado la falsità dei cortigiani e le preoccupazioni economiche, il poeta ritrova al cospetto della sua principessa Margherita di Francia l'ispirazione nobile e ambiziosa che lontano da lei gli aveva fatto difetto. La retorica dell'elogio verso la fine della raccolta, a partire dal sonetto 156 fino al sonetto 191, che dà vita alla sezione encomiastica dei Regrets, segna il compimento dell'itinerario poetico suggellando il ritorno alla poesia "alta", nonché l'acquisizione da parte del poeta di una coscienza rinnovata della propria funzione.
Alla fine di questo percorso, Du Bellay avrà ritrovato il senso della sua missione di poeta in seno alla società, scegliendo di volta in volta il biasimo e l'elogio, vituperatio e laus. Mostrando la via errata e la via esemplare il poeta "ritrova un posto nel mondo, un ruolo attivo, nuovamente legato alle sfere del potere che, seppure imperfette, sono quelle della realtà."

## Motivi e temi
Passando attraverso l'elegia, la satira e la poesia encomiastica, i Regrets mettono in scena la dialettica tra la haute fureur e la fureur plus basse, che Du Bellay elegge di volta in volta come fonti della propria ispirazione, e che traducono due concezioni differenti dell'atto poetico che emergono in maniera intermittente lungo la raccolta poetica.
Tutta una mitologia dell'ispirazione contribuisce a dar conto di questo percorso di autocoscienza della scrittura. I miti della creazione poetica caratterizzano la pars destruens del rifiuto, esprimendo l'abbandono dell'estetica delle prime raccolte poetiche - quella de L'Olive tra tutte - come pure la proiezione nel presente di un passato poetico rimpianto. Tuttavia, appartengono anche al lessico fondatore di una nuova estetica. All'interno dei Regrets i miti e i simboli costituiscono un telaio di sostegno, una struttura a cui si innestano con un sapiente montaggio i motivi personali, dando vita a svariati echi e richiami. 

### Figure della creazione poetica

#### Il furore poetico
Tra la figure della creazione poetica dei Regrets che rappresentano lo stile elevato assume un posto di grande rilievo l'elaborazione rinascimentale del motivo del furore poetico. 
Gli adepti della Brigade, il circolo di giovani ed entusiasti poeti del collegio Coqueret che darà poi vita alla Pléiade, propongono una concezione dell'arte poetica basata sulla distinzione tra il poeta e il versificatore, mero artigiano della lingua, a partire dalla fonte e dal principio stesso che legittima l'atto creativo: la forza straordinaria dell'ispirazione. Per i discepoli di Dorat, la poesia è frutto di un dono divino al quale nessuna padronanza tecnica potrebbe sostituirsi. 
All'interno della riflessione sull'origine divina dell'ispirazione, il Rinascimento fa suo il concetto di furore, la mania di origine platonica. Effetto specifico provocato dall'afflato del dio che si impone dall'alto, il furore è un fenomeno psico-somatico che si produce senza che l'ispirato partecipi in qualche modo al processo. Nel Fedro, la poesia è classificata, insieme alla profezia, al mistero e all'amore, tra le quattro forme di divina mania che fanno aspirare l'anima ad un ritorno al mondo delle Idee. Nello Ione, Socrate si applica nella dimostrazione al giovane rapsodo che si limita ad interpretare Omero che non è per effetto dell'arte ma dell'ispirazione divina che i poeti compongono i loro carmi. La teoria dell'ispirazione quattro e cinquecentesca ha tuttavia poco a che fare con una conoscenza di prima mano con il corpus platonico: essa influenza l'immaginario del Rinascimento soprattutto attraverso il montaggio che Marsilio Ficino opera sulle opere di Platone nel contesto del neoplatonismo fiorentino, attraverso un'operazione che Jean Lecointe chiama "bricolage intellettuale", al quale l'ignoranza prolungata dei testi autentici di Platone aveva permesso di erigersi a vero sistema.
Diverse poesie nei Regrets sono composte sull'opposizione tra un passato caratterizzato dall'ispirazione e dal furore divino e un presente in cui l'entusiasmo poetico appare svanito:
Je suivais d'Apollon la trace non commune,
D'une sainte fureur saintement agité.
Ores ne sentant plus cette divinité (...)
o ancora:
Une fureur d'esprit au ciel me conduisait,
D'une aile qui la mort et les siècles évite,
Et le docte troupeau qui sur Parnasse habite,
De son feu plus divin mon ardeur attisait.
Ores je suis muet (...)
Anche una volta tornato in Francia, il ritorno dell'ispirazione non sarà automatico, ma dovrà essere catalizzato da un oggetto eccellente, Margherita, affinché si scatenino nuovamente gli effetti del furore:
De quelque autre sujet que j'écrive, Jodelle,
Je sens mon cœur transi d'une morne froideur,
Et ne sens plus en moi cette divine ardeur,
Qui t'enflamme l'esprit de sa vive étincelle.
Seulement quand je veux toucher le los de celle
Qui est de notre siècle et la perle, et la fleur,
Je sens revivre en moi cette antique chaleur,
Et mon esprit lassé prendre force nouvelle.
Se quindi all'interno del lamento elegiaco il motivo del furore platonico è sviluppato all'interno del tema della perdita dell'ispirazione, nei sonetti encomiastici che chiudono i Regrets esso è associato al ritorno dell'alta ispirazione per il poeta che ha ritrovato la propria voce nella lode della principessa, nuova fonte dei suoi trasporti.

#### La Musa
Il motivo del furore di matrice neoplatonica si associa nei Regrets ad altre figure che Du Bellay convoca e mescola per affrontare il tema della creazione poetica: tra queste si può citare la Musa. 
I Regrets si aprono con una excusatio propter infirmitatem in cui Du Bellay giustifica il carattere imperfetto della sua opera con la scomparsa del favore della Musa provocata dalla situazione dell'esilio. Il soggiorno romano costituisce la circostanza sfavorevole non alla creazione poetica in assoluto, ma piuttosto alla poesia quale Du Bellay la concepiva prima della sua partenza, quando era inserito nel contesto della corte di Francia. Il favore della Musa designerebbe allora "una gloria poetica che passa per il riconoscimento pubblico e sociale del poeta", che inizialmente stenta a trovare una voce e un ruolo a Roma proprio perché :
(...) la Muse demande
le théâtre du peuple et la faveur des Rois.
Costretto ad un allontanamento che corrisponde più ad un esilio della sua poesia che ad un esilio biografico, Du Bellay si compiace nell'esplorare la sua assenza rivolgendosi agli amici poeti che sono rimasti in Francia, a godere del favore della Musa, del favore del re, dell'ozio delizioso che costituisce il contesto della creazione letteraria. Per Du Bellay, al contrario, si realizza a Roma un divorzio tra la sua vocazione e la funzione che deve svolgere:
Je suis né pour la Muse, on me fait ménager.
Un contrasto violento scaturisce tra il carattere innato dell'inclinazione poetica, determinata dalla predestinazione che la Musa incarna, e l'agitazione vana e priva di senso che Du Bellay designa attraverso un termine appartenente all'economia domestica, che suggerisce la volgarità di un obbligo che brutalizza l'afflato poetico. La dedizione alla Musa ha bisogno di condizioni materiali e sociali favorevoli, di cui Du Bellay non dispone più: come dice Guy Demerson "l'estetica dell'originalità creatrice non va mai senza un'etica della libertà".
La Musa è anche il simbolo che apre a Du Bellay il rifugio del ricordo. Il sonetto 6 mette in scena la danza delle Muse proiettata in un passato lontano e perso per sempre:
Où sont ces doux plaisirs, qu'au soir sous la nuit brune
Les Muses me donnaient, alors qu'en liberté
Dessus le vert tapis d'un rivage écarté
Je les menais danser aux rayons de la lune?
Nell'idillio di una natura notturna serena e nascosta, locus amoenus della creazione poetica, Du Bellay esprime l'intimità e la complicità con le Muse arrogandosi il privilegio di animarne la danza, che evoca il rito iniziatico di una religione segreta a cui il poeta è il solo adepto ammesso a partecipare e riproduce al contempo il movimento armonioso dell'ispirazione poetica.
La Musa dei Regrets rappresenta soprattutto l'aspetto affettivo della creazione letteraria : è "una personificazione più viva e più benevola dell'allegoria" che "può evocare la tenerezza che bagna il miracoloso incontro dell'ispirazione". Madre spirituale, ha giocato un ruolo tutelare durante tutta l'esistenza di Du Bellay; ora, in esilio, incarna il ruolo della poesia nel momento del dispiacere: ha soprattutto una forte valenza consolatrice. La poesia è un vero phármakon fornito dalla Musa, che stordisce il dolore grazie al suo potere incantatorio e anestetico:
Je ne chante (Magny) je pleure mes ennuis:
Ou pour le dire mieux, en pleurant je les chante,
Si bien qu'en les chantant, souvent je les enchante:
Voilà pourquoi (Magny) je chante jours et nuits.

#### L'ala
Un altro motivo della creazione poetica a cui Du Bellay ricorre di frequente nei Regrets è quello dell'ala. 
I critici hanno notato la predilezione di Du Bellay per immagini che esprimono un movimento verticale: secondo Ian Mc Farlane queste immagini esprimono "una visione che si muove tra un mondo tenebroso, sporco, simile ad una prigione, e un altro che si definisce attraverso la purezza, la luce, la pienezza". La figura dell'ala affiora quando si tratta di aspirazioni spirituali o poetiche: l'elevazione tramite la virtù, oppure il desiderio di ottenere la gloria poetica. I versi destinati all'immortalità volano con "un'ala che evita la morte e i secoli". Le ali associate alla virtù costituiscono invece l'immagine centrale del sonetto 184, che si richiama alla descrizione che Platone fa nel Fedro della processione delle anime che godono della contemplazione delle Idee perfette, beneficiando della contemplazione in maniera differenziata. Il primo rango è costituito dalle anime che si elevano con più vigore perché non sono appesantite dai bassi istinti terrestri: tra queste anime felici Du Bellay colloca Margherita e pur riconoscendo di non far parte di questa eletta schiera, reclama tuttavia per sé il secondo rango, che spera di ottenere, se non per i suoi meriti personali, almeno grazie alla lode di colei il cui volo è più esemplare: 
Comme au premier je tends d'aile trop faible et basse,
Ainsi je pense avoir au second quelque place:
Et comment puis-je mieux le second mériter,
Qu'en louant cette fleur, dont le vol admirable,
Pour gagner du premier le lieu plus honorable,
Ne laisse rien ici qui la puisse imiter?

#### Il cigno
Sempre all'interno dell'isotopia mitologica della creazione poetica che percorre i Regrets, si trova la figura del cigno che, in quanto allegoria trasparente della poesia, occupa un posto privilegiato nell'universo di Du Bellay anche nella produzione poetica precedente. 
Il simbolo del cigno ritorna due volte nei Regrets, all'inizio e alla fine, caratterizzando due stati d'animo e due tappe stilistiche opposte dell'itinerario spirituale ed estetico del poeta. La seconda occorrenza si situa nella parte conclusiva dell'opera e contraddistingue la riconquista dell'alta ispirazione tramite la celebrazione della virtù di Margherita. Grazie alla spinta di un argomento nobile e di un'istanza encomiastica che si vuole sincera e portatrice di un entusiasmo non fittizio, il poeta si innalza in cielo come un "cigno nuovo". Il volo ascensionale mima la piena e libera espansione dell'afflato poetico dopo la lunga repressione dell'esilio. Il cigno è mostrato nel suo aspetto più maestoso e solenne, mantre si eleva al di sopra dei vizi e dell'imperfezione terrestre.
L'amour de la vertu, ma seule et sûre guide,
Comme un cygne nouveau me conduit vers les cieux,
Où en dépit d'envie, et du temps vicieux,
Je remplis d'un beau nom ce grand espace vide.
L'altra occorrenza è invece situata nello snodo elegiaco dell'opera, dove appare legata alla malinconia, alle speranze deluse, all'infelicità dell'esilio, tramite l'associazione in un comune destino di Du Bellay e dei suoi due amici Magny e Panjas attraverso l'immagine di tre cigni morenti che innalzano al cielo il loro ultimo, dolente canto funebre:
Las, et nous cependant nous consumons notre âge
Sur le bord inconnu d'un étrange rivage,
Où le malheur nous fait ces tristes vers chanter:
Comme on voit quelquefois, quand la mort les appelle,
Arrangés flanc à flanc parmi l'herbe nouvelle,
Bien loin sur un étang trois cygnes lamenter.
Se il cigno che simboleggia il poeta posseduto dalla divina scintilla si libra in un volo trionfante sotto la spinta della virtù, il cigno che simboleggia il poeta esiliato ha le ali tarpate: debole e sofferente, non si alza dal suolo. Il cigno che vola si fa portavoce di una lode collettiva, di una funzione pubblica, mentre il cigno morente si ritira in un luogo isolato, dove si lascia andare ad un canto privato, intimista.

#### Orfeo
Un'ultima figura mitologica integrata da Du Bellay nei Regrets al discorso sulla creazione poetica è il personaggio di Orfeo. 
La leggenda di Orfeo era molto conosciuta e sfruttata come motivo letterario nel XVI secolo. Entrambe le componenti del mito erano apprezzate: l'Orfeo amante infelice di Euridice, sceso agli Inferi per riportarla indietro, ma anche l'Orfeo musicista seguito dagli animali selvatici, dagli alberi e dalle rocce. Il tratto che unisce i due aspetti del mito è la forza incantatoria della musica e del canto di Orfeo, capace di commuovere l'irremovibile Plutone e di affascinare le bestie più feroci. È proprio il tema del potere della poesia lirica che seduce i poeti della Pléiade: essi vedono in Orfeo l'incarnazione ideale del poeta a cui ambiscono, un archetipo che fa della musica e della poesia una cosa sola e in virtù del suo trasporto diffonde l'armonia nell'universo.
Nei Regrets si trovano due occorrenze di Orfeo come poeta. Nella poesia liminare À Monsieur D'Avanson, Du Bellay inserisce Orfeo nella galleria dei personaggi che alleviano la fatica o la pena con le virtù consolatorie della musica e del canto. Sulla scorta dei Tristia di Ovidio, Orfeo fornisce a Du Bellay un caso esemplare di questa concezione del canto come distrazione dalla sofferenza. Orfeo è il simbolo del poeta capace di beneficiare del potere lenitivo della poesia, fonte di conforto al dolore per il tentativo fallito di strappare Euridice alla morte.
Ainsi flattait le regret de la sienne
Perdue hélas pour la seconde fois,
Cil qui jadis aux rochers et aux bois
Faisait ouïr sa harpe Thracienne.
Come Orfeo, anche Du Bellay trova una consolazione nella poesia. L'uno e l'altro concepiscono la poesia come una terapia contro la tristezza: questo fa di Orfeo un alter ego, un "fratello nella sventura".
Ma Orfeo incarna anche un altro aspetto nei Regrets: rappresenta colui che riceve gli onori dell'immortalità. Nel sonetto 20, concepito come un omaggio al talento di Ronsard, tramite un travestimento mitologico Du Bellay fa dell'amico un Orfeo che gode già in vita del prestigio solitamente riservato ai poeti estinti. La gloria di Ronsard, sotto il segno dell'imposizione della corona di alloro e del corteo, è simile a quella di Orfeo, ma mentre per quest'ultimo il premio è riservato al post mortem nei Campi Elisi, Ronsard beneficia già in vita della gloria suprema. 
La figura di Orfeo e per assimilazione quella di Ronsard, rappresentate in una postura solenne, evocano la poesia come sacerdozio. Du Bellay designa Orfeo con il titolo di "prêtre", un appellativo che fa di lui un intermediario fra gli uomini e la divinità. Il sogno di possedere il potere orfico ha caratterizzato l'esperienza poetica della Pléiade, tuttavia il Du Bellay dei Regrets offre una prospettiva più pessimista e disillusa, mettendo una certa distanza "tra se stesso e le immagini mitizzanti che abitavano la sua giovinezza, e che Ronsard continua a incarnare".

### Il poeta melanconico
La dottrina dei quattro temperamenti, che aveva caratterizzato la letteratura fisiologica dell'antichità, è alla base della rappresentazione dei caratteri e delle passioni nell'arte del Rinascimento: il XVI secolo ha infatti ereditato da Ippocrate e Galeno l'antica teoria degli umori per spiegare il funzionamento complesso del corpo umano. 
Alla base di questa dottrina vi è la credenza che i comportamenti umani siano determinati da sostanze corporee assolutamente concrete e tangibili: gli umori. L'eccesso di un umore specifico all'interno del corpo, così come le diverse combinazioni umorali, determinerebbero il carattere degli individui. Nella teoria degli umori, l'equilibrio tra le diverse componenti dà luogo ad una condizione ideale di salute, mentre uno squilibrio può al contrario determinare una condizione patologica. I termini "sanguigno", "flemmatico", "collerico" e "melanconico" potevano indicare una predisposizione individuale, quando un determinato umore dominava l'organismo, ma anche uno stato patologico, conseguenza della supremazia assoluta di un umore a scapito degli altri.
La prevalenza di bile nera poteva dar luogo ad un temperamento melanconico, che predisponeva ad attitudini particolari e proprio in virtù di questa anomalia l'uomo melanconico poteva raggiungere altezze spirituali non comuni. Poteva però in quantità eccessive sfociare nella malattia chiamata melancholia, caratterizzata da una vasta gamma di alterazioni psichiche: la paura, la misantropia, la depressione, fino alla frenesia, alla follia e alla terribile licantropia. Come J. Starobinski nota, quindi, il temperamento melanconico comporta "una profonda ambiguità", perché "genio e malattia ne possono ugualmente derivare". Marsilio Ficino si sforza di integrare la nozione della melanconia a quella del furore platonico, arrivando alla conclusione che solo i temperamenti melanconici sono capaci degli entusiasmi e delle alterazioni celesti della mania. È dunque tramite il neoplatonismo che i poeti della Pléiade abbracciano il loro destino di melanconici e rivendicano con un certo autocompiacimento la loro ascendenza da Saturno.
Il tema della melanconia è estremamente presente nei Regrets e contribuisce a farne un'opera rappresentativa del suo tempo, anche per l'ambivalenza con cui l'influenza della bile nera è presentata. In un certo senso, la raccolta può infatti essere letta come una sorta di "cartella clinica" dell'episodio melanconico. Le tre componenti dell'opera (la poesia elegiaca, la satira e la poesia encomiastica) rappresenterebbero in questo senso il decorso della malattia: prima i sintomi e le manifestazioni del male, poi la terapia e infine la guarigione.
La sezione elegiaca dei Regrets presenta la sintomatologia del mal di Saturno attraverso tutto il corredo che nella dottrina rinascimentale degli umori accompagna la bile nera ed il temperamento melanconico: l'influsso del pianeta Saturno, il freddo-secco, la vecchiaia, l'elemento della terra e la stagione autunnale. Successivamente, la sequenza dei sonetti satirici introduce un antidoto sotto forma di una particolare forma di riso, alla base della concezione della satira di Du Bellay, il riso sardonico:
Si je ris, c'est ainsi qu'on se rit à la table,
Car je ris, comme on dit, d'un ris Sardonien.
All'epoca di Du Bellay "non c'è mai stato altro riso sardonico se non quello di Ulisse, perché è l'unico impiego del termine greco al quale i commentatori antichi o rinascimentali abbiano potuto riferirsi, il solo che abbiano conosciuto e commentato". Il riso sardonico è dunque un riso vendicatore, misto a collera; un riso nero, dissimulato e senza gioia; un riso doloroso e mortale, crudele e quasi snaturato, a cui il Rinascimento guarda con un certo disagio.
Il processo che conduce alla purificazione dagli eccessi della bile nera attraverso il riso sardonico della satira è riprodotto simbolicamente nel sonetto 97, nel quale Du Bellay descrive lo spettacolo agghiacciante delle "povere ragazze / indemoniate, o che paiono esserlo" e la sua reazione orripilata: 
Quand effroyablement écrier je les ois,
Et quand le blanc des yeux renverser je leur vois,
Tout poil me hérisse, et ne sais plus que dire.
L'episodio si completa infine con la scena finale dell'esorcismo, inattesa, che dissolve improvvisamente l'angoscia in riso caustico:
Mais quand je vois un moine avec son Latin
Leur tâter haut et bas le ventre et le tétin,
Cette frayeur se passe, et suis contraint de rire.
Du Bellay crea un effetto di contrasto tra la partecipazione sempre più coinvolta allo spettacolo drammatico e il brusco ritorno alla lucidità che pervade la scena di altri significati: l'effetto di focalizzazione su un dettaglio emblematico, accentuato dalla rima irriverente latin / tétin, ci offre la chiave interpretativa del quadro. Il riso sardonico esprime un distacco liberatorio ma che al contempo genera tristezza: è un riso corrosivo che demistifica le apparenze con una vena di amarezza, perché porta con sé la coscienza dolorosa dell'appartenenza alla condizione umana di cui si ride.
Dopo la terapia del riso sardonico, la "guarigione" di Du Bellay dalla melanconia si realizza infine nella sezione encomiastica dei Regrets tramite il passaggio da una scrittura rinchiusa nella sfera individuale a una scrittura orientata verso la dimensione pubblica, con l'adozione di una concezione politica e morale della creazione letteraria. Josiane Rieu parla di "gallicanismo" per riferirsi a questa ideologia dell'impegno che unisce gli intellettuali e i letterati della corte di Francia attorno al tema di una translatio studii in Francia, in base a cui essi interpretano il loro ruolo di guida dei principi indicando loro una missione civilizzatrice superiore e rivelando loro il senso spirituale della storia.

### Fortuna e Virtù
Lo stesso modello di superamento dialettico e la stessa concezione dinamica del sistema di rappresentazione estetica dei Regrets è riconoscibile nella lotta del poeta tra le forze contrarie di Fortuna e Virtù, due figure allegoriche molto evocate nelle manifestazioni dell'arte e del pensiero rinascimentale.
La Fortuna rinascimentale risponde a una visione sincretica. Mantiene dei tratti medievali: figura mutevole e capricciosa, è influenzabile, quindi la si invoca, si cerca di ottenere i suoi favori. Si trova nel motivo della sfera posata a terra una rappresentazione del suo equilibrio instabile e della sua natura eternamente sfuggente. Si esprime la sua doppia natura tramite l'immagine di una dea bifronte, con il viso in parte bianco in parte nero. Fortuna brandisce spesso la ruota, allusione alle vicissitudini alterne della vita umana. A questi tratti il Rinascimento sovrappone alcune valenze positive, mediate dal ritratto che Francesco Colonna offre della Fortuna nell'Hypnerotomachia Poliphili: una donna giovane e bella, dalle forme piene e semi svestita, alata, con i capelli al vento, in equilibrio su una sfera. Anche se l'idea dell'instabilità continua a dominare, emergono nuovi aspetti tra cui l'idea della fortuna come opportunità da cogliere, come circostanza che mette alla prova l'iniziativa e la determinazione individuale.
Il tema del combattimento tra la Virtù, stabile e costante, e la Fortuna, capricciosa e incostante, è un topos dell'arte rinascimentale. Lo scontro tra questi due principi contrari può dar luogo a tre possibili esiti: la vittoria dell'una o dell'altra o la loro riconciliazione. Quest'ultima soluzione rimane tuttavia più rara, perché lo spirito rinascimentale tende più a concepire il rapporto tra queste due forze nei termini di un'antitesi irriducibile. 
La Virtù frutto di una scelta individuale eroica è un topos rinascimentale imprescindibile e l'immagine che esprime meglio questa decisione conflittuale è quella di Ercole al bivio, nella quale Ercole, libero di fronte alla scelta tra la virtù e il vizio, decide di imboccare il cammino più arduo, quello della virtù. La popolarità di questa rappresentazione si spiega con il fatto che essa si fa promotrice del miglior spirito del Rinascimento, esprimendo il trionfo del libero arbitrio sul caso. La decisione presa al bivio dimostra che la virtù acquisita in questo modo è affare di volontà, e che ogni uomo padrone di sé è in grado di ottenerla. La virtù rinascimentale è una conquista interamente umana, è la prova suprema della dignitas hominis. Secondo Panofsky "l'uomo si innalza libero al centro dell'universo, libero non per il soccorso di una grazie celeste ma per la forza di una virtù innata (...) La Virtù, per la quale il sistema morale del Medioevo non aveva trovato una vera collocazione, diventa l'elemento che fa dell'uomo un uomo pienamente uomo". La Pléiade assocerà poi alla Virtù il tema della fama e della gloria poetica: il vero desiderio di gloria conduce alla virtù, e questa non conosce miglior ricompensa della gloria. Per Ronsard:
La Gloire mendiée à l'aide de Fortune
Ne dure pas longtemps, comme chose commune,
Mais celle qui s'acquiert par la seule vertu
Ne vit jamais son bruit par le temps abattu.
I Regrets di Du Bellay elaborano il tema rinascimentale del conflitto tra Fortuna e Virtù inscrivendolo nell'intersezione tra il riferimento biografico e la finzione, al servizio dell'elaborazione di una particolare estetica. In questa prospettiva, l'inizio della raccolta mette in scena una momentanea vittoria di Fortuna su Virtù. Fortuna rappresenta la forza che governa la vita dell'esiliato, più vulnerabile e quindi più esposto agli attacchi della cattiva sorte. Nel sonetto 24 Du Bellay oppone la sua condizione di servo della Fortuna a quella più invidiabile dell'amico Baïf, servo d'Amore:
Qu'heureux tu es (Baïf) heureux et plus qu'heureux
De ne suivre abusé cette aveugle Déesse,
Qui d'un tour inconstant nous hausse et nous baisse,
Mais cet aveugle enfant qui nous fait amoureux!
Roma, sede dell'esilio, è per il poeta il luogo esemplare dove si staglia l'instabilità e la precarietà dell'umano destino:
Veux-tu savoir (Duthier) quelle chose c'est Rome?
Rome est de tout le monde un public échafaud,
Une scène, un théâtre, auquel rien ne défaut
De ce qui peut tomber ès actions de l'homme.
Ici se voit le jeu de la Fortune, et comme
Sa main nous fait tourner ores bas, ores haut.
La Fortuna in qualche modo appare come madrina letteraria dei Regrets nel momento in cui nel sonetto 1 Du Bellay dice di scrivere "à l'aventure", adottando come principio organizzatore quello che Montaigne chiama "hasard", il caso.
La sottomissione ai casi alterni della Fortuna di cui Du Bellay è vittima a Roma coincide con la perdita dell'alta ispirazione. Ora, "esercitato / per tanti e tanti mali al gioco della Fortuna" Du Bellay è costretto a ripiegare su una poesia "molto più opportuna / a chi si sente da necessità costretto". Du Bellay, al bivio come Ercole, arretra di fronte alla salita e sceglie di affrontare il sentiero più battuto. La virtù rappresenta in questo caso l'eccellenza poetica e lo stile alto, di cui Ronsard è l'emblema:
Et c'est pourquoi (Seigneur) ayant perdu la trace
Que suit votre Ronsard par les champs de la Grâce,
Je m'adresse où je vois le chemin plus battu:
Ne me battant le cœur, la force ni l'haleine,
De suivre, comme lui, par sueur et par peine
Ce pénible sentier qui mène à la vertu.
L'immagine del bivio di Ercole ritorna anche nel sonetto 45, dove la scelta allude a un conflitto non più estetico ma morale. Du Bellay riconosce il bene, vorrebbe perseguirlo, ma è spinto suo malgrado verso il cammino romano del vizio:
Je vois les deux chemins, et de mal, et de bien:
Je sais que la vertu m'appelle à la main dextre,
Et toutefois il faut que je tourne à sénestre,
Pour suivre un traître espoir, qui m'a fait du tout sien.
La sezione satirica imprime una svolta al senso di impotente sudditanza che il poeta prova nei confronti della Fortuna. Il sentimento di passività e rassegnazione viene abbandonato e Du Bellay rivendica la volontà di emanciparsi da quel giogo, scegliendo di obbedire alla Virtù. Mediante l'arma della satira, il poeta abbraccia allora una vocazione edificante: paladino della Virtù, fustiga il vizio con l'obiettivo di ristabilire una morale. Il trionfo della Virtù nei sonetti encomiastici segna il compimento di questo itinerario. La parola "virtù", già presente lungo tutto l'opera, ritorna incessantemente a partire dal sonetto 161 con un'apoteosi di occorrenze (28).
I Regrets disegnano in questa maniera un percorso circolare. Dopo un inizio che denuncia la perdita della "virtù", intesa come categoria soprattutto estetica,  e dopo un itinerario di autocoscienza e sperimentazione della virtù come valore etico, il poeta arriva a sovrapporre i due significati. Il lirismo della poesia encomiastica segna la riconciliazione di questi due aspetti, poiché un argomento nobile come la lode non può che implicare uno stile elevato. Nell'ultima sequenza dei Regrets, la sintesi è quindi realizzata: la Virtù è al tempo stesso forma e contenuto della poesia.

### Navigazione e scrittura
Il ricorso alle metafore marine non è una novità nella poesia lirica del Cinquecento francese: l'innovazione dei Regrets consiste piuttosto nell'impiegarle in altri ambiti che in quello amoroso. Il tema della navigazione nei Regrets costituisce una sorta di metafora filata, in cui l'aspetto esistenziale e quello della scrittura si mescolano. L'evocazione del viaggio in mare, rischioso, pieno di insidie e spesso votato al fallimento, è l'occasione per Du Bellay di fare un bilancio della propria vita ma anche di parlare della ricerca di una nuova modalità di scrittura.
I sonetti dei Regrets sul tema del viaggio per mare elaborano il motivo del viaggio infelice, sostenuto dal riferimento ora esplicito ora implicito al focolare, connotato per contrasto in maniera positiva. Il viaggio per mare è corredato da una serie di evocazioni di ambienti marini, di pericoli, tempeste e naufragi. Il mare è presentato come una forza brutale, minacciosa per l'uomo, e le metafore nautiche hanno sempre accezioni peggiorative: nel sonetto 32 il marinaio torna carico di aringhe anziché di tesori, nel sonetto 34 la nave imbarca acqua, nel sonetto 128 l'imbarcazione del poeta erra nel Tirreno in balia del vento impetuoso e dei flutti, rischiando in ogni momento di urtare gli scogli. Tutto l'episodio romano è del resto trasfigurato nella metafora della traversata marina: Roma è chiamata a più riprese "bord", "rive" oppure "rivage". Nell'assimilazione del soggiorno a Roma con una navigazione rischiosa e dall'esito incerto, il poeta inserisce anche un ex voto alle divinità marine: se potrà un giorno trarsi in salvo e tornando in Francia "vedere le campagne rese umide dall'Oceano", promette di consacrare le sue vesti a Nettuno, a Glauco, a Melicerte e alle Nereidi. 
Nel sonetto 34, Du Bellay riprende una celebre immagine di Lucrezio: è dolce assistere da terra alla lotta di un altro contro il mare in tempesta, e pensare che si è scampati allo stesso pericolo. Tuttavia, Du Bellay rovescia completamente la prospettiva dell'immagine classica: nei suoi versi non è lui lo spettatore del naufragio altrui, è invece il naufrago che qualcun altro, al riparo dalla furia del mare, guarda affondare:
Comme le marinier, que le cruel orage
A longtemps agité dessus la haute mer,
Ayant finablement à force de ramer
Garanti son vaisseau du danger du naufrage
Regarde sur le port sans plus craindre la rage
Des vagues ni des vents, les ondes écumer:
Et quelqu'autre bien loin au danger d'abîmer
En vain tendre les mains vers le front du rivage:
Ainsi (mon cher Morel) sur le port arrêté
Tu regardes la mer, et vois en sûreté
De mille tourbillons son onde renversée:
Tu la vois jusqu'au ciel s'élever bien souvent,
Et vois ton Dubellay à la merci du vent
Assis au gouvernail dans une nef percée.
Il ritorno in Francia al termine del soggiorno romano è simboleggiato nella finzione dei Regrets dalla conclusione della navigazione, con un esito favorevole anticipato prima da un lieto presagio, "la belle Dame" Marguerite che lo invita a levare l'ancora verso il suo porto, e concretizzato poi nel sonetto 129, dove l'anafora mette in scena l'arrivo in porto del poeta attraverso una serie di percezioni visive che constatano il ritorno della calma. La presenza delle figure mitologiche nella descrizione dell'ambiente marino che si distende diventando sempre più rassicurante prepara le immagini finali dell'amicizia ritrovata, mentre lo splendore della costellazione dei Gemelli, che tradizionalmente protegge i marinai, manifesta al poeta navigatore il favore della provvidenza:
Je vois (Dilliers) je vois serener la tempête,
Je vois le vieil Protée son troppeau renfermer,
Je vois le vert Triton s'égayer sur la mer,
Et vois l'Astre jumeau flamboyer sur ma tête.
Jà le vent favorable à mon retour s'apprête,
Jà vers le front du port je commence à ramer,
Et vois jà tant d'amis, que ne les puis nommer,
Tendant les bras vers moi, sur le bord faire fête.
Le metafore della navigazione assumono un valore ancora più simbolico se inserite nel discorso più ampio della ricerca estetica di Du Bellay: il viaggio via mare diventa allora l'avventura della scrittura dell'esilio, che si rivela un'attività talvolta deludente e frustrante, sempre piena di rischi: la seduzione di un'imitazione sterile dei modelli latini e italiani, l'insidia di elogi insinceri, il fallimento che deriva da un orgoglio sproporzionato rispetto ai mezzi a disposizione e alla lontananza del pubblico di corte. Il poeta dovrà piegare la sua voce alle circostanze, optando per l'esercizio di una scrittura sperimentale, che trova la sua ispirazione qua e là. Nel contesto dell'esilio, i topoi dell'immortalità poetica alla Ronsard appaiono in qualche modo fuori stagione e Du Bellay con autoironia si mette dalla parte di coloro che non meritano la gloria, coloro che non hanno neanche un quattrino per pagare la traversata a Caronte. L'esilio / navigazione è allora l'esperienza che permette di elaborare una poetica inedita, che pur essendo platealmente svilita da Du Bellay nell'opposizione con la produzione dell'amico Ronsard attraverso frequenti professioni di umiltà, si nutre tuttavia della coscienza che il poeta ha dell'originalità del proprio percorso estetico.

#### Ulisse
All'interno del tema della navigazione nei Regrets, assume un rilievo particolare la figura di Ulisse, che si lega in maniera indissolubile al tema dell'esilio. Il soggiorno a Roma nell'immaginario poetico di Du Bellay prende l'aspetto di un'Odissea e l'eroe di Omero diventa il paradigma stesso del desiderium patriae. Per il poeta, che si dipinge come un viaggiatore suo malgrado, costretto a un allontanamento forzato dal suo luogo d'origine, la Francia è una novella Itaca, la terra che continua ad esercitare sull'esiliato il suo potente richiamo, e a paragone della quale nessuna bellezza e nessun prestigio possono sedurlo. 
Ulisse è il veicolo dei sentimenti e degli stati d'animo dell'io lirico dei Regrets; da un punto di vista strutturale questa relazione è espressa dalla metafora, la similitudine, l'allusione. Per Gilbert Gadoffre, Ulisse è una figura poetica più che una proiezione biografica. Rileggendo le avventure di Ulisse, Du Bellay vi ritrova le coordinate poetiche del proprio destino personale e della condizione umana. Il mito di Ulisse, molto apprezzato dagli umanisti, era passato attraverso l'esegesi neoplatonica, che ne aveva fatto un'allegoria delle peregrinazioni dell'anima. Dorat, il maestro di Ronsard e Du Bellay al collegio Coqueret, interpretava l'Odissea come una lunga parabola della ricerca della saggezza e della felicità, durante la quale le peripezie erano prove iniziatiche dalle quali l'eroe usciva infine vincitore. La vera saggezza del viaggiatore, come sa Du Bellay, consiste nel saper mettere una fine alla propria erranza; il ritorno è infatti la condizione essenziale perché si possa parlare di "beau voyage":
Heureux qui, comme Ulysse, a fait un beau voyage,
Ou comme cestuy-là qui conquit la toison,
Et puis est retourné, plein d’usage et raison,
Vivre entre ses parents le reste de son âge !
Quand reverrai-je, hélas, de mon petit village
Fumer la cheminée, et en quelle saison
Reverrai-je le clos de ma pauvre maison,
Qui m’est une province, et beaucoup davantage ?
Il ritorno è associato alla saggezza acquisita tramite il viaggio, ed è valorizzato proprio come epilogo felice di una lunga peregrinazione che consente all'eroe di passare la vecchiaia con i suoi cari. Per Du Bellay il viaggio è positivo (è fonte di esperienza e conoscenza) nella misura in cui esso è coronato dal ritorno alla terra natale, sintetizzata dall'immagine dell'umile camino che fuma. È a questa che si associa l'ideale di felicità del poeta, che non corrisponde alla gloria o al successo ma alla semplice dimora dei suoi avi e alla sensazione confortevole evocata dalla "douceur angevine" (v. 14).
Il sonetto 40 si fonda su un parallelo antitetico tra Ulisse e il poeta, che insiste sulla propria inferiorità rispetto all'eroe. Da un lato c'è Ulisse, dalla leggendaria astuzia, guidato da Atena, allenato alle fatiche e atteso in patria, una terra troppo sterile per meritare veramente di essere rimpianta. Dall'altro lato Du Bellay ritrae la propria fragilità, la mancanza di numi tutelari, la solitudine che prevede anche dopo il ritorno a una terra la cui fertilità non fa che accrescere la sua nostalgia di esule. Du Bellay continua a ricorrere alle coordinate omeriche per situare il proprio destino: le seduzioni romane hanno l'aspetto di "Circi d'Italia" e di "Sirene d'amore" alle quali il poeta deve sfuggire; la delusione di Ulisse che trova la sua casa occupata dai Proci prefigura quella del poeta che trova ad attenderlo preoccupazioni economiche e complicazioni amministrative. E la vendetta che Ulisse mette in atto con il suo arco diventa la vendetta che Du Bellay realizza tramite la sua poesia satirica:
Las mais après l'ennui de si longue saison,
Mille soucis mordants je trouve en ma maison,
Qui me rongent le cœur sans espoir d'allégeance.
Adieu donques (Dorat) je suis encor Romain,
Si l'arc que les neuf sœurs te mirent en la main
Tu ne me prête' ici, pour faire ma vengeance.